# Classification de Tanner
La classification de Tanner, aussi appelé score, ou échelle de Tanner  a été créé par James Mourilyan Tanner en 1962. Elle permet de coter l'avancement physiologique au cours de la puberté,.
La classification de Tanner et Whitehouse considère :
- le stade de développement des poils pubiens (PP) ;
- le développement mammaire (B) chez les filles ;
- le développement des organes génitaux (G) chez les garçons.

Chez les filles, on note aussi l’occurrence ou non de la menstruation ; chez les garçons on peut établir le volume testiculaire (VT) à l’aide de l’orchidomètre de Prader. Le développement des organes génitaux chez les filles n'était pas pris en compte par Tanner, mais peut parfois figurer dans les échelles modernes.

## Filles

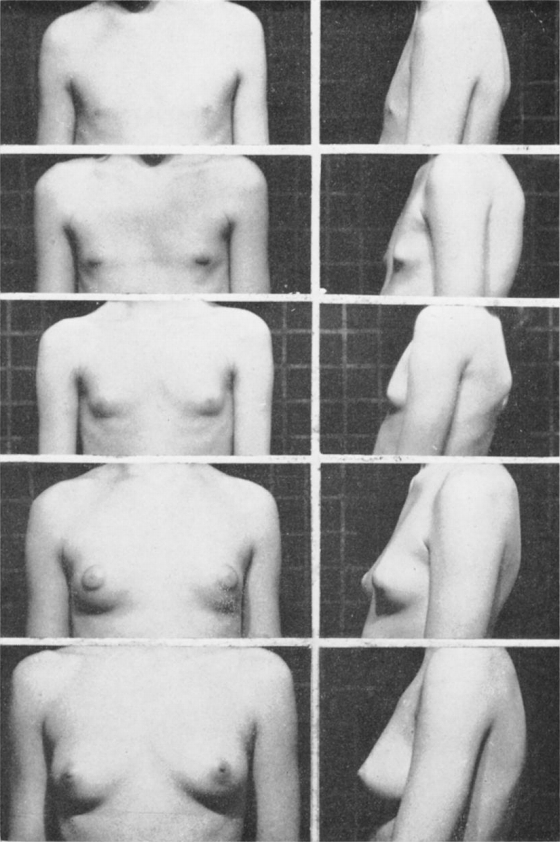
Développement mammaire selon l'échelle de Tanner.

Tanner Istade prépubère sans tissu glandulaire et développement mammaire, l'aréole suivant les contours de la peau du sein
Tanner IIbourgeon mammaire, élargissement de l'aréole, surélévation du mamelon par une petite glande
Tanner IIIsaillie franche du sein avec pigmentation aréolo-mamelonnaire
Tanner IVélargissement additionnel du sein et surélévation de l'aréole au-dessus du plan du sein
Tanner Vseins de type adulte avec aréole et sein sur le même plan

## Garçons

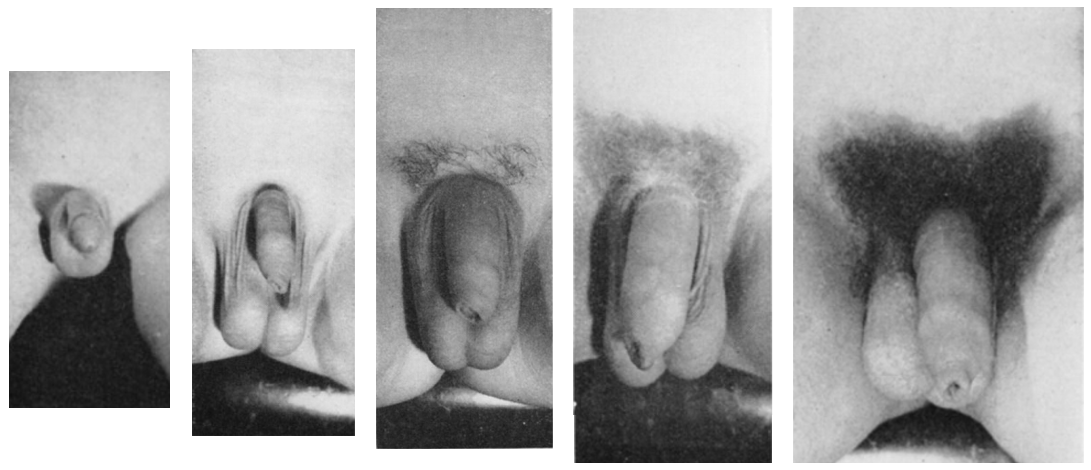
Développement de l’appareil génital masculin selon l'échelle de Tanner.

Tanner ITesticules, scrotum et pénis de taille prépubère. Absence de pilosité pubienne ; un fin duvet couvre la zone génitale.
Tanner IICroissance du scrotum et des testicules ; peau scrotale plus rouge et augmentation du volume du pénis, principalement en longueur. Quelques poils légèrement pigmentés, droits, allongés, en général à la base du pénis.
Tanner IIICroissance du pénis en longueur et largeur. Allongement du scrotum et augmentation du volume testiculaire. Poils pubiens bien visibles, pigmentés, bouclés, étalés latéralement mais sans atteindre les cuisses.
Tanner IVLe volume testiculaire et le scrotum continuent d'augmenter ; pigmentation plus marquée du scrotum ; le pénis continue de grandir et le contour du gland devient plus marqué. Pilosité de type adulte, plus drue.
Tanner VLes testicules, le scrotum et le pénis atteignent leur taille et leur forme adultes. Pilosité adulte qui s'étend sur la surface interne des cuisses et vers le nombril.